# 長田義明
長田 義明（ながた よしあき、1934年11月19日 - 2013年1月14日）は、日本の政治家。元大阪府議会議員（6期）、元大阪府議会議長（第106代）。
大阪市会議員、大阪府議会警察常任委員長、大阪府議会地球環境問題調査特別委員長、大阪府議会文教常任委員長、自由民主党大阪府議会議員団副幹事長、大阪府監査委員などを歴任した。

## 概要
大阪府出身。サラリーマンとして日立造船株式会社に勤務の後、大阪市会議員および府議会議員として活動した。長らく自由民主党に所属。
2013年1月14日、大阪市内の病院で心不全のため死去。78歳没。

## 東日本大震災に関する舌禍
大阪府議会議長就任中、2011年3月20日の自身の事務所開所式にて、9日前に発生した東日本大震災について「大阪にとって天の恵みというと言葉が悪いが、本当にこの地震が起こってよかった。」と発言した。
この発言の背景には、元来、長田は橋下徹大阪府知事が提唱する大阪南港の咲洲庁舎への大阪府庁全面移転に反対してきた（ただし咲洲庁舎購入予算には賛成）という経緯があり、同地震では咲洲庁舎のエレベーターや壁の一部などが損傷したため、防災拠点にふさわしいか再検証する必要が生じたという意図での発言であった。「天の恵み」発言に続いて「知事の考えが間違っていたことが示された」とも発言していた。
批判を受け、長田は翌21日に「言葉遣いの不適切さについて」謝罪した。
同年3月23日には、自民党大阪府議団が長田の発言を「不適切だった」として、4月の大阪府議会選挙に立候補を予定していた長田の公認を取り消し、除団（除名）処分とした上で、議長辞職を勧告。
翌24日には、長田自身も議長を辞任する意向を表明。一方で議員辞職については否定し、4月の府議選には無所属での出馬を検討しているとした。長田は同日の記者会見で「私の発言により被災者をはじめ多くの方々にご迷惑をおかけしました」と謝罪する一方で「（発言直後に）この言葉はいけないと言った」と釈明し、「（報道は）私の真意とは180度違う」とマスメディアの報道を批判した。
同年4月10日に行われた第17回統一地方選挙で、大阪府議会選挙（大阪市鶴見区選挙区）では自民党の公認を取り消されたが、支持者からの「出るべきだ」という声を受けて無所属での立候補を決意。選挙の結果、得票総数の30.3％を獲得したものの落選した。

## 経歴
- 1957年3月 - 関西大学法学部 卒業
- 1957年4月 - 日立造船株式会社入社
- 1980年8月 - 日立造船株式会社退社
- 1983年4月 - 大阪市会議員に当選。1期務める。
- 1987年12月 - 大阪府議会議員に当選。以降、6期務める。
- 2010年5月 - 大阪府議会議長就任[17]。
- 2011年
  - 3月20日 - 事務所開所式で、東日本大震災について「大阪にとっては天の恵み」などと発言、批判を受ける[2][3]。
  - 3月23日 - 上記発言が原因で、大阪府議会の自民府議団から除団処分を受け、自民党大阪府連から大阪府議会議員選挙での公認を取り消される[4][7][8]。大阪府議会議長を辞職する意思を表明[9][10]。
- 2011年4月 - 4月10日投開票の大阪府議会選挙に、無所属で大阪市鶴見区選挙区から立候補するが落選[12][13][15]。4月29日の任期満了をもって大阪府議会議員を退任。
- 2013年1月14日 - 心不全のため大阪市内の病院で死去[1]。